# 甘當德瓦塔國家公園
2°56′58″S 119°27′03″E / 2.949487°S 119.450912°E
甘當德瓦塔國家公園是印尼的國家公園，位於西部西蘇拉威西省，處於馬馬薩縣，成立於2016年10月3日，面積793平方公里，最高點海拔高度3,304米。